# Szczuczyn (Białoruś)
Szczuczyn zw. Litewskim lub Nowogródzkim (biał. Шчучын (Ščučyn) słuchajⓘ; ros. Щучин) – miasto na Białorusi, w obwodzie grodzieńskim, nad rzeką Szczuczynką, siedziba administracyjna rejonu szczuczyńskiego. W 2010 roku liczyło ok. 15 tys. mieszkańców.
Prywatne miasto szlacheckie położone było w końcu XVIII wieku w powiecie lidzkim województwa wileńskiego. Magdeburgię nadał król August III Sas w 1761 roku.
W mieście rozwinął się przemysł spożywczy oraz drzewny.

## Historia

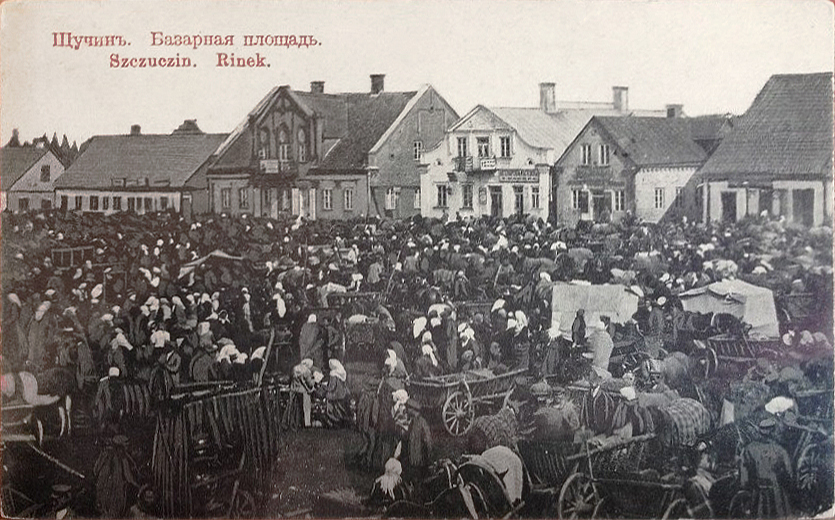
Rynek na pocz. XX w.

Założony w XVII w. jako miasto prywatne. Z rąk Limontów, a następnie Józefowiczów, drogą sukcesji przeszedł na własność rodu Scipio del Campo-Scypionów. W XVIII w. zasłynął z kolegium pijarskiego. Po śmierci w 1800 starosty lidzkiego Scipio miasto należało do małoletniej starościanki lidzkiej Marysi Scipionówny, której matka Teresa była starszą siostrą Franciszka Ksawerego Druckiego-Lubeckiego. Dzięki ślubowi 2 lutego 1807 Franciszka Ksawerego Druckiego-Lubeckiego z właścicielką Szczuczyna przeszedł we władanie książąt Druckich Lubeckich. Młoda para osiadła w Szczuczynie. Atmosfera pełnego tradycji polskości Szczuczyna wywarła duży wpływ na nowego właściciela, młodego księcia Franciszka Ksawerego Druckiego-Lubeckiego.
W 1793 w Szczuczynie urodził się Onufry Pietraszkiewicz – polski poeta, współzałożyciel i archiwista Towarzystwa Filomatów.
Do 1795 w granicach Rzeczypospolitej, od III rozbioru Polski w Imperium Rosyjskim, w powiecie lidzkim guberni grodzieńskiej. Jesienią 1918 roku w mieście powstała Samoobrona Szczuczyńska – polska organizacja wojskowa mająca na celu obronę Szczuczyna przed bolszewikami. Jej organizatorem był por. Bolesław Lisowski. 7 czerwca 1919 roku miasto wraz z całym powiatem lidzkim weszło w skład okręgu wileńskiego Zarządu Cywilnego Ziem Wschodnich – tymczasowej polskiej jednostki administracyjnej. Latem 1920 roku Szczuczyn został zajęty przez bolszewików, odbity przez Polaków we wrześniu 1920 roku. W 1921 roku formalnie wszedł w skład II Rzeczypospolitej.
W latach 1921–1939 w II Rzeczypospolitej, od 1929 stolica powiatu. Miejscowość była siedzibą wiejskiej gminy Szczuczyn.

Szczuczyn w czasach II Rzeczypospolitej:
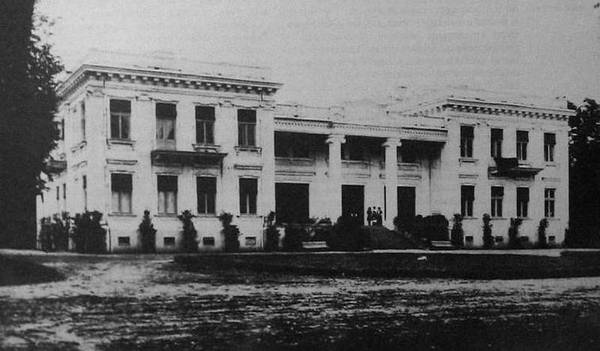
Pałac Druckich-Lubeckich
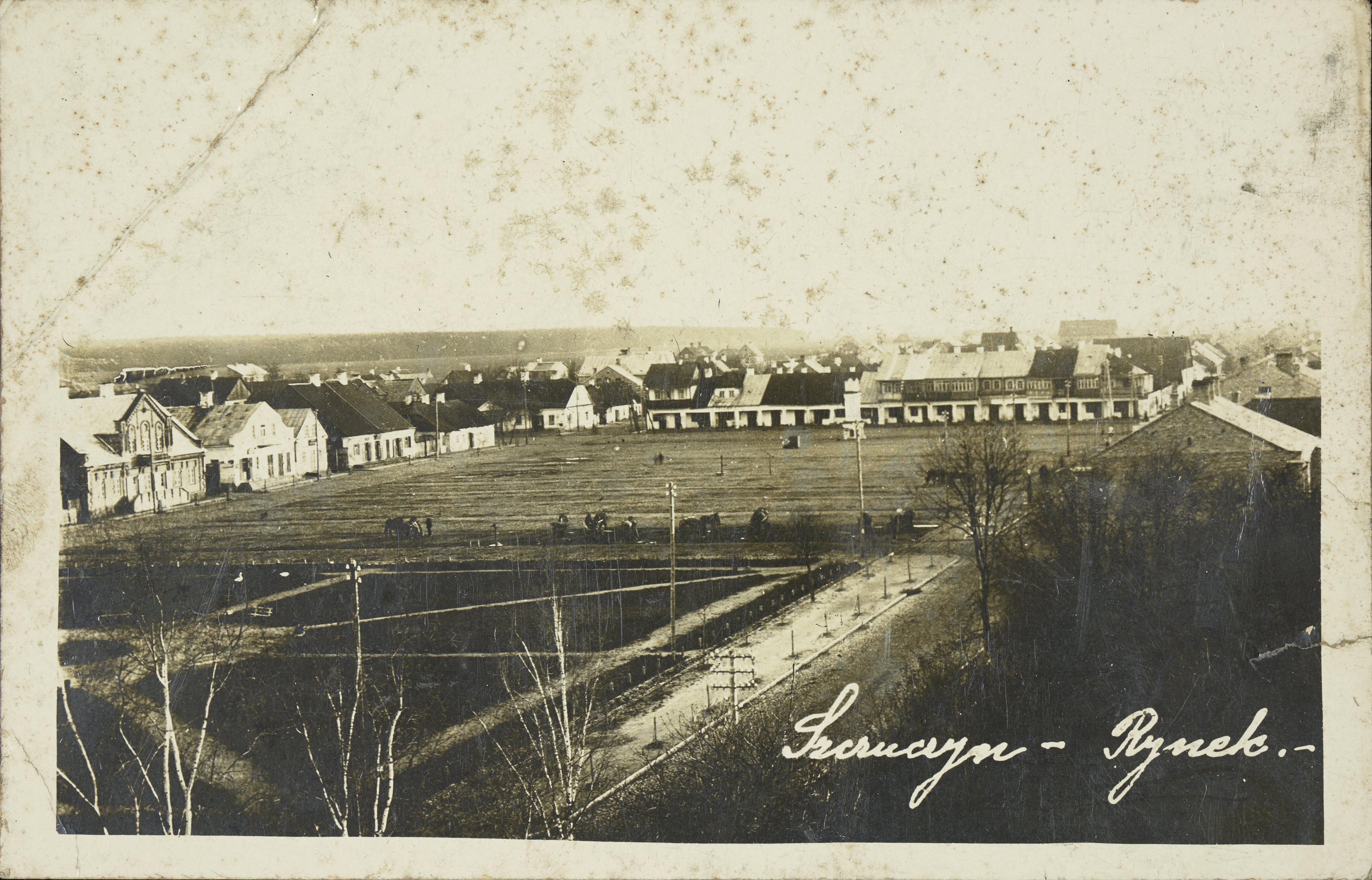
Rynek
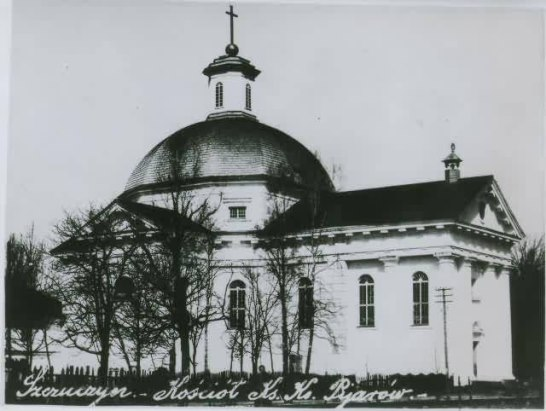
Kościół św. Teresy
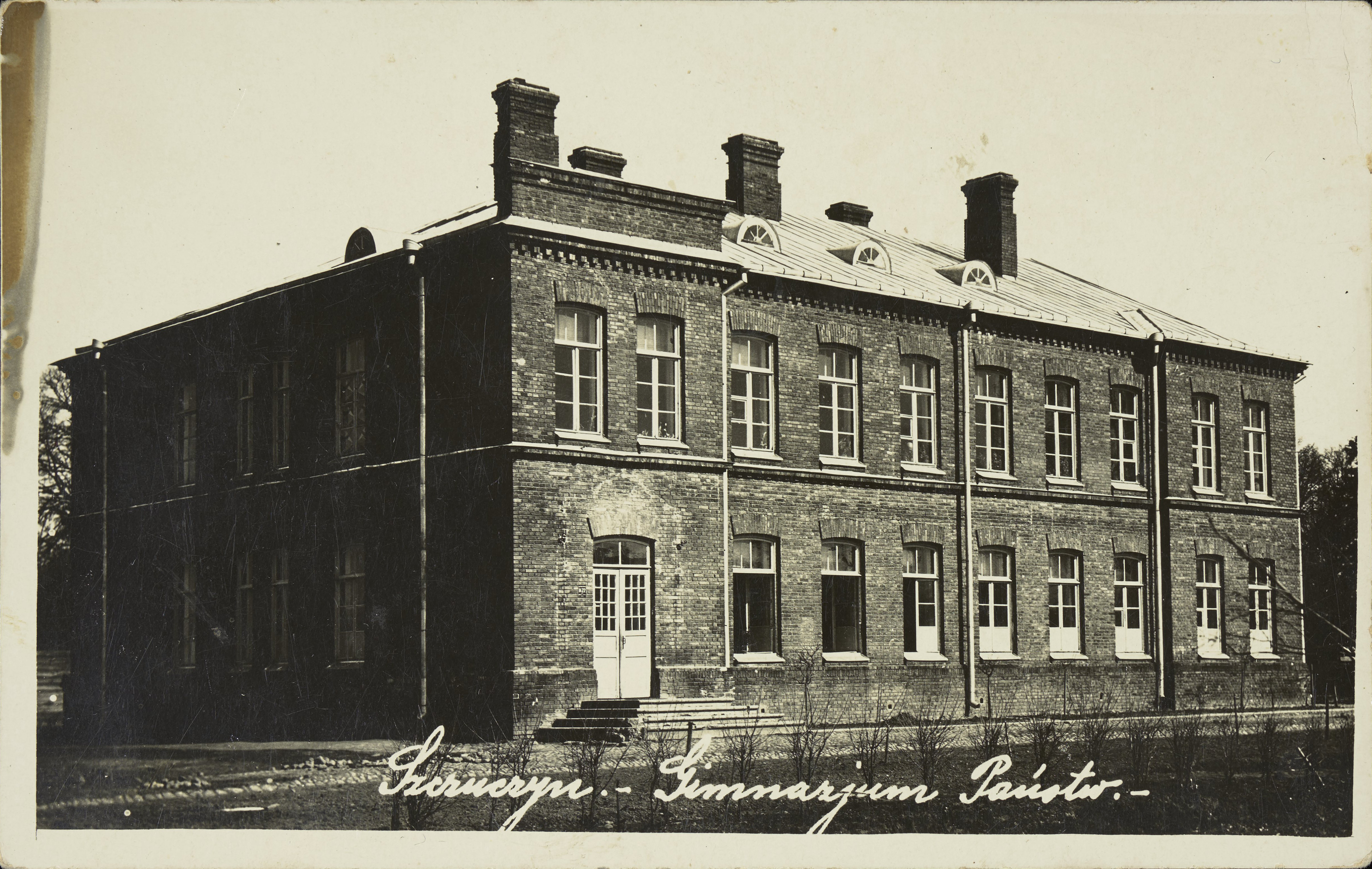
Gimnazjum Państwowe
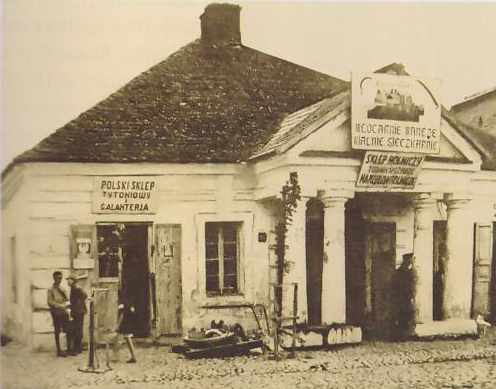
Sklepy przy Rynku

W maju 1942 masowy mord żydowskiej społeczności miasta przez Niemców, która przed wybuchem wojny stanowiła połowę ludności. 29 kwietnia 1944 nieudana próba opanowania miasta przez oddział AK majora Jana Piwnika „Ponurego”, zakończona masakrą atakujących.

## Flaga i herb
Współczesna flaga i herb miasta Szczuczyna zostały ustanowione 17 lipca 2006 roku rozporządzeniem prezydenta Białorusi.

## Zabytki

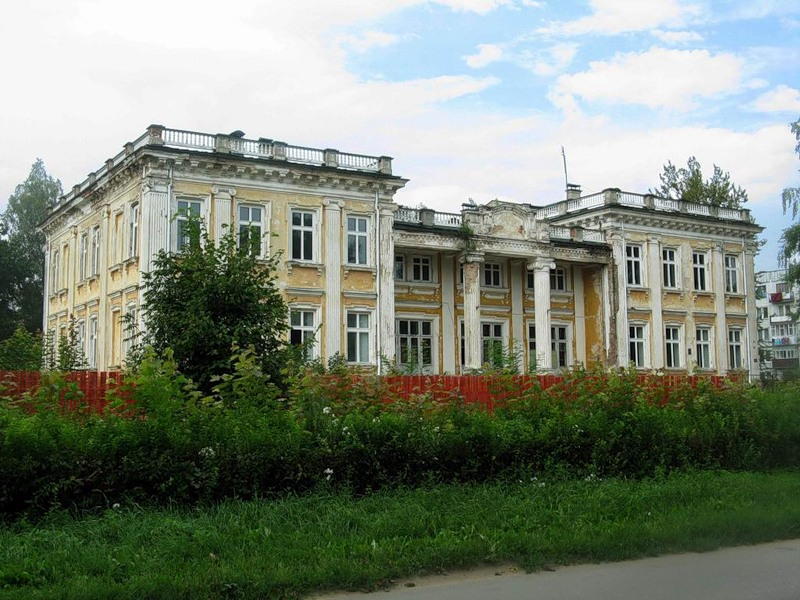
Pałac Druckich-Lubeckich

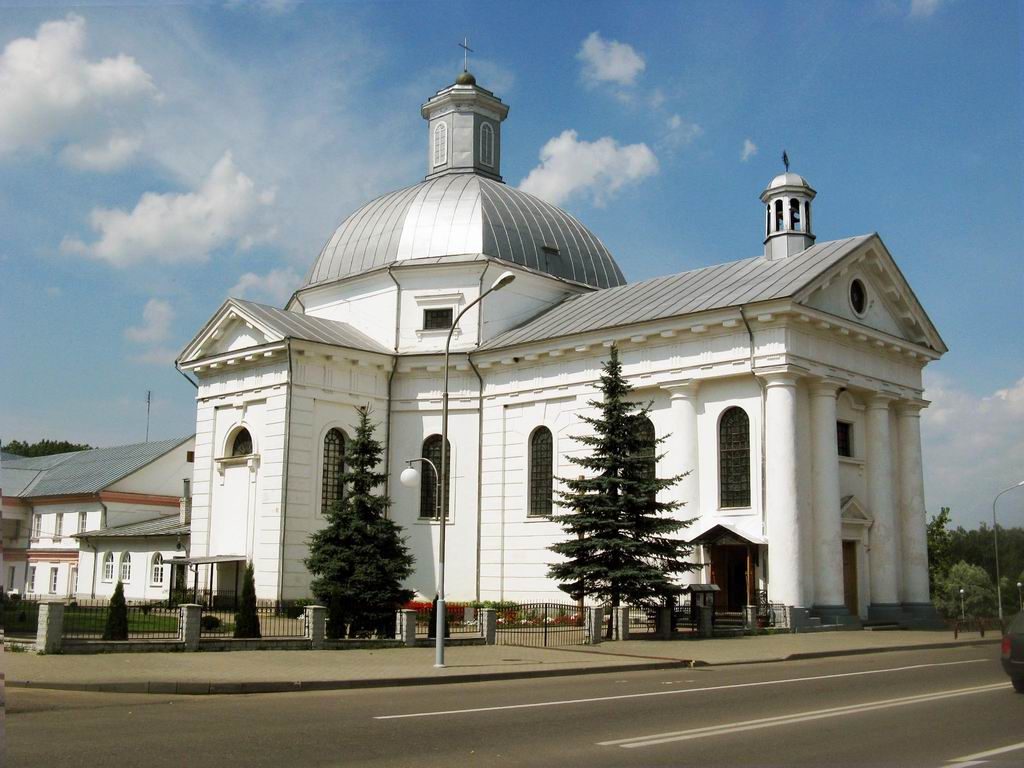
Kościół św. Teresy

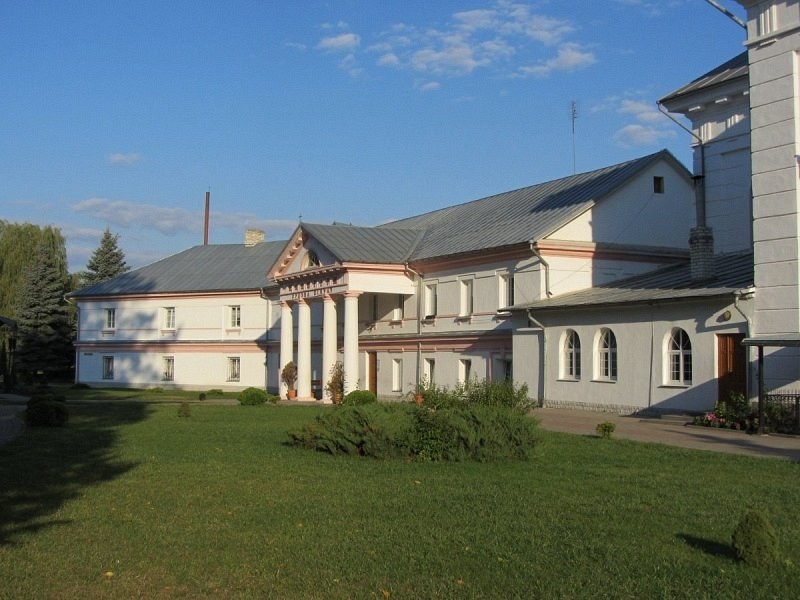
Klasztor pijarów

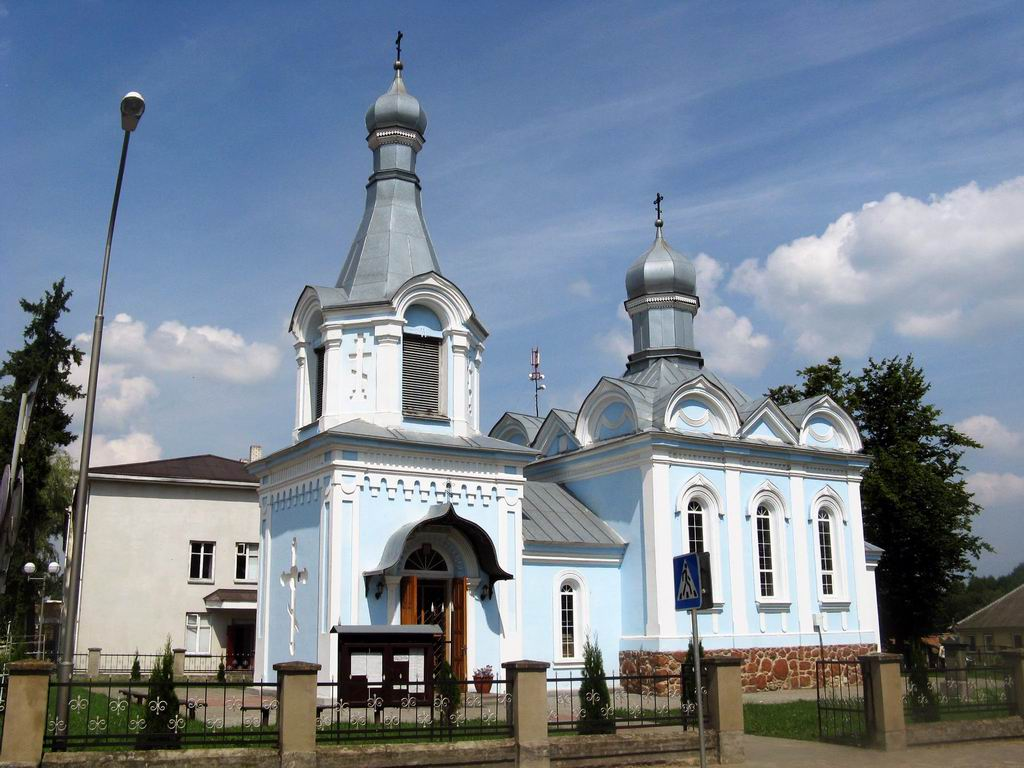
Cerkiew św. Michała Archanioła

- Zespół pałacowy w dawnym majątku ziemskim, który przez małżeństwo stał się własnością Druckich-Lubeckich. W ich rękach był do 1939. Pałac neoklasycystyczny, dwukondygnacyjny, składający się z trzech korpusów, zbudowany w końcu XIX w. przez ostatniego właściciela ks. Władysława Druckiego-Lubeckiego na wzór Petit Trianon, pałacu wzniesionego przez Ludwika XV w ogrodach Wersalu. W czasach ZSRR pałac służył jako klub oficerski dla lotników z pobliskiej bazy lotniczej. Częściowo zachował się wystrój wnętrz. Po rozpadzie ZSRR i zamknięciu bazy lotniczej pałac niszczał. Przez wiele lat miejscowy Polak, Włodzimierz Głaz, interweniował we władzach różnych szczebli w sprawie niszczejącego pałacu. Po jego audiencji w 2004 r. u prezydenta Białorusi Alaksandra Łukaszenki władze obwodu grodzieńskiego doceniły wartość historyczną pałacu i wyremontowały dach, co zatrzymało dewastację obiektu[8][9]. Obecnie pałac nie jest używany. Władze lokalne planują przeznaczyć pałac na siedzibę Centrum Twórczości Dzieci i Młodzieży.
- Pałac jest otoczony przez park regularny z XIX w. założony przez polskiego uczonego i przyrodnika Stanisława Jundziłła.
- Kościół katolicki pw. św. Teresy, klasycystyczny fundacji ks. Ksawerego Druckiego-Lubeckiego z 1829. Odebrany pijarom w 1832, zwrócony zakonowi po I wojnie światowej, zamknięty w 1959. Oddany pijarom w 1988. Elewacje bogato zdobione. Wewnątrz tablica ku czci żołnierzy AK z Obwodu Szczuczyńskiego. Przy klasztorze pijarów była kiedyś szkoła (z 1669), której absolwentami byli m.in. Daniel Kazimierz Narbutt, Onufry Pietraszkiewicz, Ignacy Domeyko, w szkole uczył m.in. Stanisław Bonifacy Jundziłł – późniejszy profesor Uniwersytetu Wileńskiego.
- zachowany budynek plebanii z 1829, do której przeniesiono szkołę pijarską zamkniętą w 1832.
- na miejscowym cmentarzu znajduje się mogiła 6 polskich żołnierzy-ochotników należących do jednej z Samoobron polskich, którzy polegli pod miastem w styczniu 1919 roku podczas walki z bolszewikami.
- Cerkiew prawosławna pw. św. Michała Archanioła z 1865, parafialna.

## Miasta partnerskie
- Olecko